# Daphnella stiphra
Daphnella stiphra é uma espécie de gastrópode do gênero Daphnella, pertencente à família Raphitomidae.